# Maciej Kozak
Maciej Kozak (Gdańsk, 10 de diciembre de 1971-ibídem, 26 de julio de 2015) fue un futbolista polaco que jugaba en la demarcación de portero.

## Biografía
Debutó como futbolista en 1990 con el Lechia Gdańsk. Jugó en el club durante cinco temporadas en la I Liga, hasta que finalmente se fue al Lechia/Olimpia Gdańsk, club descendiente del que debutó, pero esta vez jugando en la Ekstraklasa, donde quedó en la posición 16. Posteriormente volvió al Lechia Gdańsk, donde jugó hasta 1998, año en el que se fue al Windsor Eagles inglés por una temporada. Posteriormente jugó para el Lechia/Polonia Gdańsk y para el Gedania Gdańsk.
Falleció el 26 de julio de 2015 en Gdańsk a los 43 años de edad tras luchar varios años contra el cáncer.

## Clubes
| Club                  | País       | Año         |
| --------------------- | ---------- | ----------- |
| Lechia Gdańsk         | Polonia    | 1990 - 1995 |
| Lechia/Olimpia Gdańsk | Polonia    | 1995 - 1996 |
| Lechia Gdańsk         | Polonia    | 1996 - 1998 |
| Windsor Eagles        | Inglaterra | 1998 - 1999 |
| Lechia/Polonia Gdańsk | Polonia    | 1999 - 2001 |
| Gedania Gdańsk        | Polonia    | 2002 - 2003 |